# كرتشكان (لنجان)
كرتشكان هي قرية في مقاطعة لنجان، إيران. عدد سكان هذه القرية هو 2,454 في سنة 2006.